# ぐ〜チョコランタンとともだちいっぱい!オンステージ
『ぐ〜チョコランタンとともだちいっぱい!オンステージ』は、NHKが開設50周年を記念してNHK教育テレビで放送されている人気子供向け番組のメンバーを集め、NHKホールにて2003年8月2日・3日、NHK大阪ホールにて8月9日・10日に開催したNHKのキッズ向けスペシャル・イベント。ファミリーコンサートの規模としては史上最大級。タイトルについては長い為、「ともだちいっぱい」「NHK開設50周年記念公演」などと呼ばれている。タイトルの「ぐ〜チョコランタン」とはぬいぐるみの4人を指し、主役と言うわけではない。
正式タイトルは「テレビまつりだ! ぐ～チョコランタンとともだちいっぱいオンステージ」

## イベント概要
NHKが開設50周年を記念してNHK教育テレビで放送されている人気子供向け番組の出演者が勢ぞろいするNHKのキッズ向けスペシャル・イベントである。進行の役割はおかあさんといっしょの今井ゆうぞう、はいだしょうこが行った形となった。
また、このコンサートはチャリティーという名目でもあり、興行収入を主な目的としたイベントではない。同イベントは8月3日の公演が約一ヵ月後に放送され、またDVD、VHS両方で商品化されている。
1999年3月に行われた「おかあさんといっしょとゆかいななかま〜わくわく大行進〜」とイベント概要がほぼ同じである。このコンサートは、NHK教育テレビ（ETV）40周年を記念して行われ、同じく「英語であそぼ」や「いないいないばあっ!」をゲストとして招き入れた。
2009年7月にはETV50周年記念として東京と大阪でこれと同規模のイベント「キャラクター大集合 とどけ!みんなの元気パワー」が実施された。

## あらすじ
舞台は南の島「アイアイアイランド」。
「おかあさんといっしょ」「いないいないばあっ!」「英語であそぼ」「つくってあそぼ」のみんなが「ともだちいっぱいカーニバル」を歌って登場。今日は特別なお祭りである。挨拶が終わったところでみんなをお祭りに招待したドン・ガバチョとどーもくんがプロペラ機に乗って登場。みんなに集まってもらったのには深い訳がある。古い書物によると、この島のどこかに3つの玉が眠っていて、その3つ玉を集めるとどんな願い事も叶うという。50年に1度のお祭りの間だけ、みんなのパワーを集めると光り出す。つまりその3つの玉を集めるチャンスである。3つの玉のうち、赤い玉は花咲く野原に、緑の玉は緑の森に、青い玉は青い海にあると書いてある。「みっつの玉さがそう」を歌い、「おかあさんといっしょ」のみんなは野原を、「英語であそぼ」のみんなは森を、「いないいないばあっ!」「つくってあそぼ」のみんなは海を探しにいく。
すると「にほんごであそぼ」の神田山陽が登場し「つうかいにほんご劇場」が始まる。神田山陽は、3つの玉を見つけるヒントを知っている。赤い玉を見つけるには「うたいましょう」。
ゆうぞうおにいさんとしょうこおねえさんが「ピクニックマーチ」を歌って赤い玉を探す。キヨコおねえさんは食べ物をリュックにたくさん持ってきて、弘道おにいさんはキッチン用品や家電用品を大八車に乗せて持ってくる。おにいさん・おねえさんはここら辺でお弁当にし、「あ・い・う・え・おにぎり」を歌う。そして後から「ぐ～チョコランタン」のみんなが登場。ジャコビはまた新しい発明品を持ってきた。持ってきたのは「たまら～ん1号」。早速、吸い込み始めるが、吸い込まれてきたのはスポーツで使うボールばかり。今回も発明は失敗。おにいさん・おねえさんが戻ってきてみんなで「てをたたこ」を歌う。するとみんなの歌のパワーで赤い花が咲き始める。続いて「お～い!」を歌う。そしてついに大きな赤い花が開き、その中から赤い玉が登場。
神田山陽が再び登場し2回目の「つうかいにほんご劇場」が始まる。緑の玉を見つけるには「なまえをこたえよう」。
エリックが「What do you like to do?」を歌って緑の玉を探す。エリックたちがやってきた森は、普通の森とはちょっと違う。木のいろんなところにアルファベットがある。すると木から動物が登場。何の動物か当てるクイズが始まる。英語の森だから、英語で答えなければいけない。正解すると木が光っていく。てっぺんまで光ったら、緑の玉が見つかるかもしれない。そして見事全問正解し、木の中から緑の玉が登場。
神田山陽が再び登場し3回目の「つうかいにほんご劇場」が始まる。青い玉を見つけるヒントを教えようとするが、何も書いていなかったのでヒントなし。
「いないいないばあっ!」のみんなは青い海を満喫。ふうかとりなちゃんがカニを見つけ、「まねまねワンワン!」でカニのまねっこをする。後から「つくってあそぼ」の2人が登場、2人は海や魚を作り始める。するとジャコビが登場し、新しい発明品「ハイパーともだちパワー増幅装置」を持ってきてすぐに戻る。ワンワンたちは大きな海を作り、会場のみんなの方まで伸ばす。するとメーターが上がり、パワーがいっぱいになったところで青い玉が登場。青い玉を見つけるにはともだちパワーが必要だということがわかった。
ドン・ガバチョとどーもくんが登場し、神田山陽の仕事を取られる。「みっつのしれん」があるとお話する。
みんなが「わっしょい」を歌って登場。手に入れた3つの玉をキングアイアイの祭壇にお供えする。すると、キングアイアイが50年の眠りから覚める。その後、ストレッチマンやイチジョウマンの助けを借りながら、キングアイアイから出す3つの試練を乗り越えていく。
3つの試練を乗り越え、願い事を叶えた後は盛大なお祭りとなり、「スプラッピ・スプラッパ」で一旦終幕するが、再び幕が開いて今井ゆうぞうとはいだしょうこのみ登場。「おまつりすんだはらっぱに」を歌い、流れ星を見た後に会場のみんなに手を振り締めくくった（最後のBGMはしんごう・なにいろコンサートでも使用されている）。
- 最初に歌われるこのコンサート書き下ろしの曲「ともだちいっぱいカーニバル」の歌詞にあらすじが要約されている。

それ! うーやあ!
海を渡ってやってきた 楽しい仲間が集まった 夢のようなお祭りは ともだちいっぱいカーニバル
ワン・ツー・スリーで始めよう みんなのお祭り始めよう 7つの海超え集まろう ともだちいっぱいカーニバル
みんな勢ぞろい おかあさんといっしょ ソワソワドキドキ ぐ～チョコランタン だってだって今日は 特別さ ともだちいっぱいカーニバル
お花を集めて花祭り 「ワクワク」「ゴロリだよ」つくってあそぼ、よろしく 「ふうかも」「りなも」「ワンワンも」 いないいないいないいない いないいないばあっ! ともだちいっぱいカーニバル
ファンファンタウンの街から「Hi!」 愉快なチームがやってきた「Yeah!」 「I'm Eric」「I'm MAYA」 英語であそぼ「I'm JB!!」 ともだちいっぱいカーニバル
ワン・ツー・スリーで始めよう みんなのお祭り始めよう 夢いっぱいのお祭りは ともだちいっぱいカーニバル ともだちいっぱいカーニバル

## エピソード
- 今井ゆうぞう、はいだしょうこは同年4月に番組就任したばかりで、早くも大舞台となった。さらに、「いないいないばあっ!」のふうか、「英語であそぼ」のマヤ、にほんごであそぼ（番組自体が4月に開始）の神田山陽も、同年4月に番組就任したばかりでまだ1年目だった。それに対して前回のイベント「おかあさんといっしょとゆかいななかま〜わくわく大行進〜」は、開催当時のお兄さん・お姉さんであった速水けんたろう、茂森あゆみや、同イベントに出演した「いないいないばあっ!」の当時のお姉さんだったかなちゃんが、それぞれ番組を卒業する寸前に行われていた。

## 出演
- おかあさんといっしょ
  - 赤い玉を探しに、野原へ行く。そして見事元気な歌で赤い玉を見つける。
    - 今井ゆうぞう
    - はいだしょうこ
    - 佐藤弘道（イチジョウマンも演じる）
    - タリキヨコ（現・きよこ）
    - 人形劇：ぐ〜チョコランタン「スプー（声：橘ひかり）、アネム（声：くまいもとこ）、ズズ（声：千葉千恵巳）、ジャコビ（声：山口勝平）」
- いないいないばあっ!
  - つくってあそぼの2人と協力し、青い玉を探しに、青い海へ行く。そして見事ともだちパワーで青い玉を見つける。
    - ワンワン
    - ふうか
    - りなちゃん（2代目おねえさん、ふうかのサポートのためゲスト出演）

- 英語であそぼ
  - 緑の玉を探しに、緑の森へ行く。そして見事みんなの答えで緑の玉を見つける。
    - エリック
    - マヤ
    - JB（声：ライアン・ドリース）

- つくってあそぼ
  - いないいないばあっ!の3人と協力し、青い玉を探しに、青い海へ行く。
    - ワクワクさん
    - ゴロリ（声：中村秀利）

- にほんごであそぼ
  - 神田山陽
    - 彼が登場すると「つうかいにほんご劇場」が始まる。3つの玉を見つけるヒントを教える。また、どーもくんとドン・ガバチョに彼の仕事を取られることもあった。

- ストレッチマン2
  - ストレッチマン
    - 3つの試練の1つ目でみんなに呼ばれて登場。

- その他
  - どーもくん（声：玄田哲章）
    - NHKのマスコットキャラクター。ドン・ガバチョと共にみんなをお祭りに招待した。

  - ドン・ガバチョ（声：栗田貫一）
    - 元々はNHKの人形劇「ひょっこりひょうたん島」に登場するキャラクター。どーもくんと共にみんなをお祭りに招待した。

  - キングアイアイ（声：玄田哲章）
    - アイアイアイランドの伝説の主。50年の眠りから覚め、みんなに3つの試練を与える。好きな食べ物はバナナ。好きな歌はアイアイ。

## 曲目リスト
1. オーバーチュア
2. ともだちいっぱいカーニバル 
作詞 ： 杉山王郎、菅野こうめい / 作曲・編曲 ： 福田和禾子
3. みっつの玉さがそう
作詞 ： 菅野こうめい / 作曲 ： 福田和禾子
4. ピクニックマーチ
作詞 ： 井出隆夫 / 作曲 ： 越部信義 / 編曲 ： 堀井勝美
5. あ・い・う・え・おにぎり 
作詞・作曲 ： しゅうさえこ / 編曲 ： 福田和禾子
6. ぐ～チョコランタン
作詞 ： 鈴木竹志 / 作曲・編曲 ： 堀井勝美
7. てをたたこ 
作詞 ： 下山啓 / 作曲・編曲 ： 乾裕樹
8. お～い!
作詞 ： 井出隆夫 / 作曲・編曲 ： 乾裕樹
9. あかい玉みつけた
作詞 ： 杉山王郎、菅野こうめい / 作曲 ： 福田和禾子
10. What do you like to do?（なにがすき?）
11. What's your name?（あなたのなまえは?）
作詞 ： Adam Fulford / 作曲 ： 赤坂東児
12. みどりの玉みつけた
作詞 ： 杉山王郎 / 作曲 ： 福田和禾子
13. いないいないばあっ! ～音楽の国～
作詞・作曲 ： 濵田理恵
14. まねまねワンワン!
作詞・作曲 ： 鳥山あかね
15. つくってワクワクのテーマ
作詞 ： 田村洋 / 作曲 ： 福田和禾子
16. あおい玉みつけた
作詞 ： 杉山王郎、菅野こうめい / 作曲 ： 福田和禾子
17. わっしょい
作詞・作曲 ： 坂田修
18. ストレッチマンたいそう
作曲・編曲 ： 佐藤心
19. 飛べ飛べ!イチジョウマン 
作詞 ： 小笠原英樹 / 作曲・編曲 ： 池毅
20. アイアイ
作詞 ： 相田裕美 / 作曲 ： 宇野誠一郎 / 編曲 ： 乾裕樹
21. ともだちいっぱいカーニバル
作詞 ： 杉山王郎、菅野こうめい / 作曲・編曲 ： 福田和禾子
22. にじのむこうに
作詞・作曲 ： 坂田修 / 編曲 ： 池毅
23. ぐるぐるどっか〜ん!
作詞 ： 里乃塚玲央 / 作曲 ： 小杉保夫
24. Look for ABC（ABCをさがして）
作詞 ： Brian Peck / 作曲 ： 赤坂東児
25. このゆびとまれ
作詞 ： 日暮真三 / 作曲・編曲 ： 赤坂東児
26. 月夜のポンチャラリン 
作詞 ： 斎藤久美子 / 作曲・編曲 ： 越部信義
27. あ･い･うー
作詞 ： 日暮真三 / 作曲・編曲 ： 渋谷毅 / うた ： WA・WON、ひまわりキッズ / たいそう ： 佐藤弘道
28. スプラッピ スプラッパ
作詞 ： 鈴木竹志 / 作曲・編曲 ： 堀井勝美 / （佐藤弘道が「そろそろ、おしまーい！」で合図）
29. おまつりすんだはらっぱに（テレビではカット）
作詞 ： 井出隆夫 / 作曲 ： 福田和禾子

## スタッフ
人形操演 - 後藤春美（スプー）、鍋島靖代（アネム）、村松由美（ズズ）、袖岡敦史（ジャコビ）、三枝創（JB）、古市次靖（ゴロリ）、所聡（どーもくん）、ハヤタ純（ドン・ガバチョ）
構成 - 杉山王郎
音楽 - 福田和禾子、堀井勝美
演奏 - 東京室内楽協会
音響効果 - GAON
セットデザイン - 黒滝峯子
プロップデザイン - スタジオ・ノーヴァ、木ぐつの木、石崎友紀
色彩設計 - NHKアート
CGデザイン - 田中秀幸
アニメーションシステム - 佐藤薫生
スタイリスト - しみずちえこ、宮下由子、杉村理恵子
監督 - 谷口博昭
技術 - 共立、NHKテクニカルサービス
振付 - T-ASADA
演出 - 菅野こうめい
協力 - NHK
企画・制作 - NHKエデュケーショナル
発行・販売 - NHKソフトウェア

## 放送日
- 2003年8月23日（土）NHK教育 8:30 - 10:00
- 2003年8月31日（日）NHK教育 15:30 - 17:00（再放送）
- 2003年12月31日（水）NHK教育 7:30 - 9:00（再放送）

## 関連商品
- NHK ビデオ 「テレビまつりだ! ぐ〜チョコランタンとともだちいっぱいオンステージ」（2003年11月21日発売）
- NHK DVD 「テレビまつりだ! ぐ〜チョコランタンとともだちいっぱいオンステージ」（同上）